# Hunted
Hunted je drugi studijski album američkog doom metal sastava Khemmis. Album je 21. listopada 2016. godine objavila diskografska kuća 20 Buck Spin.

## Popis pjesama
| 1.    | »Above the Water« | 7:22  |
| 2.    | »Candlelight«     | 7:19  |
| 3.    | »Three Gates«     | 6:37  |
| 4.    | »Beyond the Door« | 9:00  |
| 5.    | »Hunted«          | 13:30 |
| 43:48 |                   |       |

## Zasluge
| Khemmis - Dan – bas-gitara - Zach – bubnjevi - Phil – vokali, gitara - Ben – vokali, gitara |  | Dodatni glazbenici - Grant Netzorg – dodatni vokali Ostalo osoblje - Dave Otero – produkcija, miksanje, mastering - Sam Turner – naslovnica |